# Gran Medalla de la Academia de Ciencias de Francia

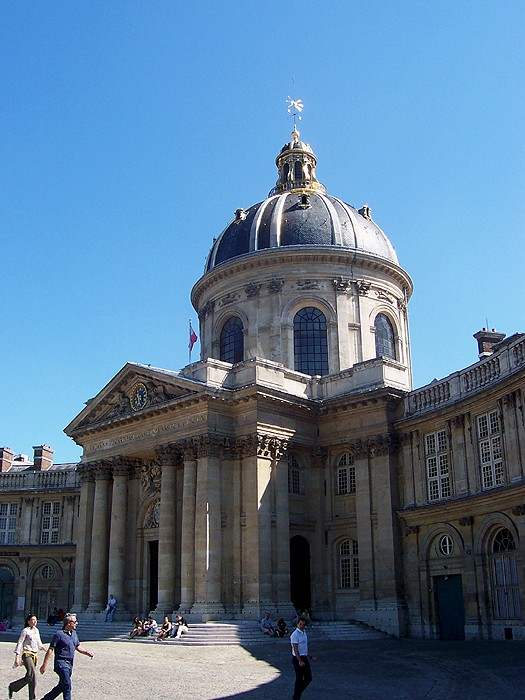
Cúpula de la Academia Francesa de Ciencias

La Gran Medalla (Grande Médaille en francés) de la Academia de Ciencias de Francia, establecida en 1997, es otorgada anualmente a un investigador que haya contribuido decisivamente al desarrollo de la ciencia.  Es el más prestigioso de los premios de la Academia, y es otorgado en un campo diferente cada año. Su creación es el resultado de la combinación de una serie de premios de ciencias de la propia Academia francesa: en 1970 se unieron el Premio Lalande y el Premio Valz; y en 1997 se agregaron otros 122 premios.

## Ganadores
- 2021 - Katalin Karikó, bioquímica[3]
- 2018 - Jocelyn Bell, astrofísica[4]
- 2016 - Alexander Varshavsky, bioquímica.[5]
- 2014 - Joel Lebowitz, física y matemáticas.[6]
- 2013 - Joan A. Steitz, bioquímica.[7]
- 2012 - Adi Shamir, criptografía.
- 2011 - Avelino Corma Cano, química.[8]
- 2010 - Michael Atiyah, matemáticas.
- 2009 - Robert Weinberg, investigación sobre el cáncer.
- 2008 - Susan Solomon, química atmosférica.
- 2007 - Tomas Hökfelt, estudio de los neurotransmisores y descubrimiento de su función en las depresiones.
- 2006 - Peter Goldreich, astrofísico teórico y científico planetario.
- 2005 - Ronald M. Evans, estudio de receptores de hormonas y del control de expresión de genes.
- 2004 - David Gross, uno de los fundadores de la cromodinámica cuántica y el modelo estándar.
- 2003 - David D. Sabatini, inventor pionero de las técnicas de microscopía electrónica para biología celular, descubridor de los péptidos marcadores.
- 2002 - Richard Garwin, vulneración de la paridad descubierta en la decadencia de piones.
- 2001 - Albert Eschenmoser, química orgánica.
- 2000 - Robert Langlands, matemáticas.
- 1999 - Rene Thomas, biología molecular.
- 1998 - Leo Kadanoff, física.
- 1997 - Jozef Schell, biología molecular de las plantas.